# أندي بارك
أندي بارك هو موسيقي كندي، ولد في 1957 في لوس أنجلوس في الولايات المتحدة.

## وصلات خارجية
- الموقع الرسمي
- أندي بارك على موقع IMDb (الإنجليزية)
- أندي بارك على موقع ميوزك برينز (الإنجليزية)
- أندي بارك على موقع ميوزك برينز (الإنجليزية)
- أندي بارك على موقع ديسكوغز (الإنجليزية)
- أندي بارك على موقع قاعدة بيانات الفيلم (الإنجليزية)